# Бюст Дзержинского (Салават)
Бюст Ф. Э. Дзержинского — скульптурное произведение, посвящённое первому председателю Всероссийской чрезвычайной комиссии Феликсу Эдмундовичу Дзержинскому, установленный на улице Дзержинского в городе Салавате.

## История
Памятник Ф. Э. Дзержинскому был открыт в сентябре 1970 года. Автор памятника — ленинградский скульптор Арам Арутюнович Айриев.
В этом же году улица Вокзальная была переименована в улицу Дзержинского к 50-летию органов КГБ.

## Композиция
Памятник представляет собой бронзовый бюст высотой и гранитный постамент, общая высота памятника составляет 4,2 м. Надпись на гранитной плите «Ф. Э. Дзержинский» Постамент, выполнен из железобетона, облицован гранитными плитами. Ступени вокруг памятника выложены гранитными плитами серого цвета.
С обеих сторон ступеней устроены цветники, огражденные гранитными бордюрными камнями. Рядом посажены деревья, хвойной породы, установлены декоративные светильники.